# Marco Polo (TV-serie, 2014)
För andra betydelser, se Marco Polo (olika betydelser).
Marco Polo är en dramaserie om Marco Polos upptäcktsresor till Kina under Yuandynastin. Skapad och skriven av John Fusco och har Lorenzo Richelmy i huvudrollen. Serien hade premiär den 12 december 2014 på Netflix. En andra säsong släpptes 1 juli 2016. I december samma år meddelades att serien lades ner.

## Rollista (i urval)
- Lorenzo Richelmy – Marco Polo
- Benedict Wong – Khubilai khan
- Joan Chen – Chabi
- Amr Waked – Yusuf
- Remy Hii – Jingim
- Zhu Zhu – Cocachin
- Tom Wu – Bayan
- Mahesh Jadu – Ahmad
- Olivia Cheng – Mei Lin
- Uli Latukefu – Byamba
- Chin Han – Jia Sidao
- Pierfrancesco Favino – Niccolò Polo
- Corrado Invernizzi – Maffeo Polo
- Rick Yune – Kaidu
- Claudia Kim – Khutulun
- Amarsaikhan Baljinnyam – Ariq Böke
- Darwin Shaw – Sabbah

## Produktion
Serien utvecklades ursprungligen av Starz under januari 2012. Efter ett misslyckande försök att filma i Kina, så hamnade projektet hos The Weinstein Company och Netflix. Första säsongen innehöll 10 avsnitt och har en budget på 90 miljoner dollar. Alla avsnitt fanns tillgängliga under december 2014. Joachim Rønning och Espen Sandberg regisserade pilotavsnittet.

## Mottagande
Marco Polo fick blandade recensioner.
Rotten Tomatoes rapporterade att 27 procent, baserat på 26 recensioner, hade gett den första säsongen en blandad recension och satt ett genomsnittsbetyg på 4.6 av 10. På Metacritic nådde serien genomsnittsbetyget 48 av 100, baserat på 21 recensioner.